# Marienborn (Sommersdorf)
Marienborn – dzielnica gminy Sommersdorf w środkowych Niemczech, w kraju związkowym Saksonia-Anhalt, w powiecie Börde, w gminie związkowej Obere Aller, na wschód od Brunszwiku, ok. 8 km od dolnosaksońskiego miasta Helmstedt, w dolinie rzeki Aller.
Do 31 grudnia 2009 była to oddzielna gmina należąca wspólnoty administracyjnej Obere Aller. Liczy 504 mieszkańców (stan na 31 grudnia 2008).
Marienborn już około roku 1000 znajdował się na szlaku pielgrzymek, co zalicza tę dzielnicę do najstarszych tego rodzaju miejsc w Niemczech. Żywy był tutaj kult maryjny, a bijącemu tu źródłu, poświęconemu Najświętszej Marii Pannie (niem. Marienborn) przypisywano właściwości lecznicze. Motyw źródła i Matki Boskiej znajduje się na herbie Marienborn. Około roku 1200 wybudowano tu klasztor.

## Przejście graniczne

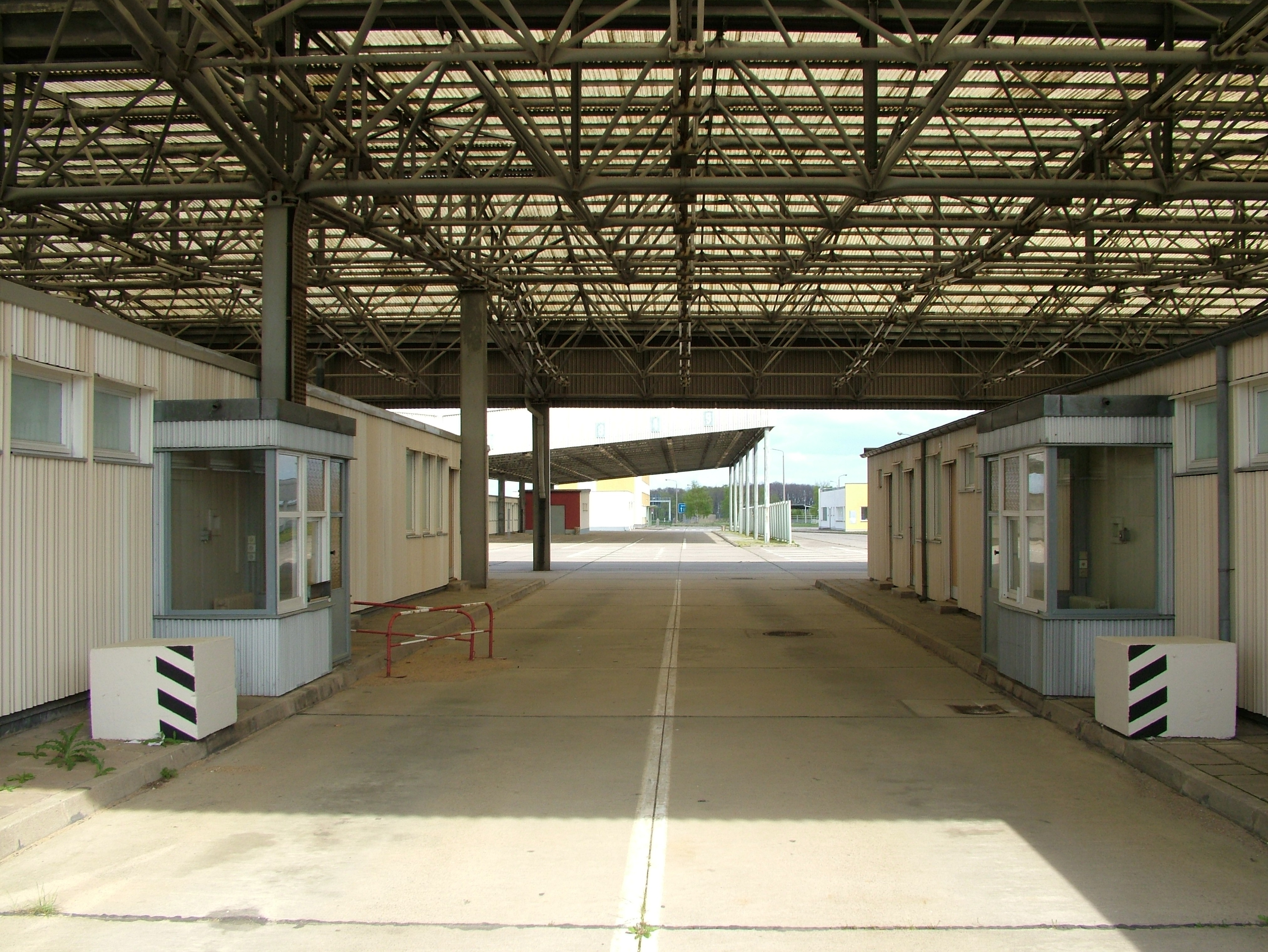
przejście graniczne - obecnie muzeum, 2004

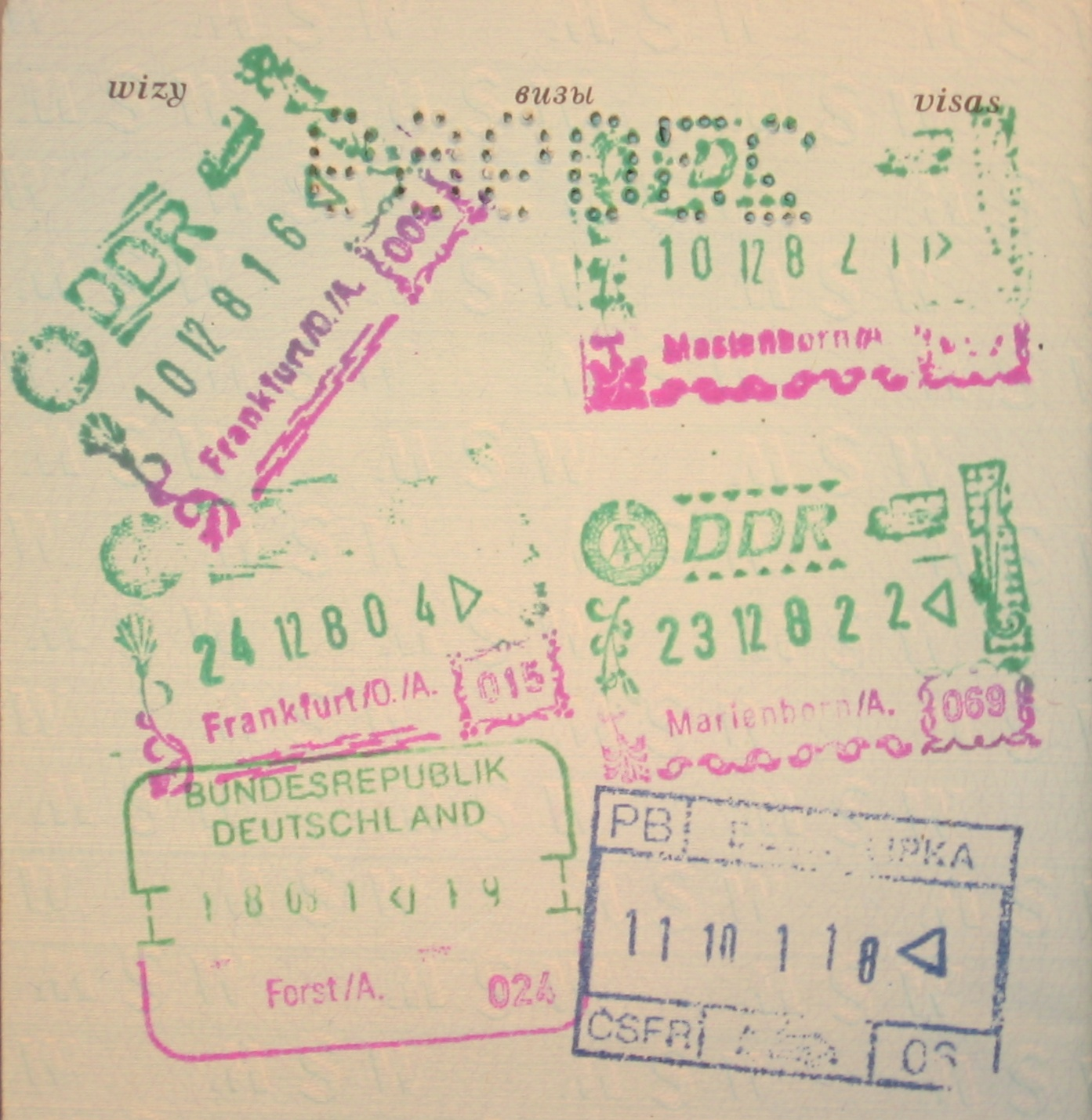
stemple graniczne z 1988

Punkt kontrolny na trasie z Hannoveru do Berlina powstał 1 lipca 1945. Od chwili utworzenia dwóch państw niemieckich po II wojnie światowej, NRD i RFN, aż do zjednoczenia Niemiec w 1989/1990 Marienborn była miejscowością graniczną (po stronie NRD), w pobliżu której znajdowały się przejścia graniczne pomiędzy RFN i NRD: drogowe na niemieckiej autostradzie A2, znane jako Checkpoint Alpha oraz kolejowe. Było to najbliżej Berlina położone przejście graniczne między RFN a NRD. Instalacje i zabudowania związane z kontrolą graniczną służby graniczne NRD rozmieściły na 35 hektarach, półtora kilometra od linii granicznej w głąb NRD. Zatrudnionych tu było tysiąc funkcjonariuszy wojska, służb celnych, granicznych i policyjnych. Przejście przestało działać 30 czerwca 1990.
Obecnie w dawnych zabudowaniach związanych z dawnym przejściem granicznym w Marienborn znajduje się muzeum.